# Catochria
Catochria är ett släkte av fjärilar. Catochria ingår i familjen tandspinnare.
Kladogram enligt Catalogue of Life:
| Catochria | \| \| Catochria catocaloides \| \| \| \| \| \| Catochria postflava \| \| \| \| |
|           | \| \| Catochria catocaloides \| \| \| \| \| \| Catochria postflava \| \| \| \| |
|           | Catochria catocaloides                                                         |
|           |                                                                                |
|           | Catochria postflava                                                            |
|           |                                                                                |